# La Chaussée-sur-Marne
 La Chaussée-sur-Marne  es una población y comuna francesa, en la región de Champaña-Ardenas, departamento de Marne, en el distrito de Vitry-le-François y cantón de Vitry-le-François-Est.

## Demografía
| 538 | 546 | 525 | 569 | 628 | 651 |
| Para los censos de 1962 a 1999 la población legal corresponde a la población sin duplicidades (Fuente: INSEE [Consultar]) |     |     |     |     |     |